# LibreOffice Writer
LibreOffice Writer（又稱Writer） 是由文檔基金會所開發的免費文字編輯軟件。這一個軟件提供Microsoft Word軟件包括的基本功能，可以把文件以ODT、DOC或PDF的形式儲存和輸出。
LibreOffice還提供LibreOffice Impress、LibreOffice Math、LibreOffice Draw、LibreOffice Calc和LibreOffice Base免費下載。以上的軟件都有48種（尚有其他語言的版本在開發中）的不同語言版本方便各國人士。